# Mordellistena atronitens
Mordellistena atronitens es una especie de coleóptero de la familia Mordellidae.

## Distribución geográfica
Habita en Nueva Gales del Sur y Queensland (Australia).